# Liste de journaux en Azerbaïdjan
Il y a environ 3 500 journaux publiés en Azerbaïdjan. La grande majorité d'entre eux sont publiés en azerbaïdjanais. Les 130 autres sont publiés en russe (70), en anglais (50) ou dans d'autres langues (turc, français, allemand, arabe, persan, arménien, etc.).
Les journaux azerbaïdjanais peuvent être divisés en journaux plus sérieux, généralement appelés broadsheets en raison de leur grande taille, et parfois appelées collectivement « la presse de qualité ».

## Journaux

### Journaux quotidiens
| Titre                | Périodicité | Format       | Fondation | Propriétaire                  | Langue | Orientation politique       | Parti politique soutenu pour l'élection présidentielle de 2013 |
| Crime and Criminal   | Quotidien   | Grand format | 2016      | Aqil Yusifov                  | Azéri  | Parti du nouvel Azerbaïdjan |                                                                |
| Adalat               | Quotidien   | Grand format | 1990      | Aqil Abbas                    | Azéri  | Centre droit                | Parti du nouvel Azerbaïdjan                                    |
| Azadliq              | Quotidien   | Grand format | 1989      | Ganimat Zahid                 | Azéri  | Gauche                      | Conseil national des forces démocratiques                      |
| Azerbaycan           | Quotidien   | Berliner     | 1918      | Gouvernement de l'Azerbaïdjan | Azéri  | Droite                      | Parti du nouvel Azerbaïdjan                                    |
| Bakinskiy Rabochiy   | Quotidien   | Grand format | 1906      | Agabak Asgarov                | Russe  | Centre droit                | Parti du nouvel Azerbaïdjan                                    |
| Bizim Yol            | Quotidien   | Grand format | 2000      | Bahaddin Gaziyev              | Azéri  | Centre gauche               |                                                                |
| Echo                 | Quotidien   | Grand format | 2001      | Rauf Talishinsky              | Russe  | Libéral                     |                                                                |
| Ekspress             | Quotidien   | Grand format | 1995      | Mushfig Safiyev               | Azéri  | Centre gauche               |                                                                |
| Kaspi                | Quotidien   | Grand format | 1999      | Intellekt                     | Azéri  | Centre droit                |                                                                |
| Khalg Gazeti         | Quotidien   | Grand format | 1919      | Mahal Ismayilogly             | Azéri  | Centre droit                | Parti du nouvel Azerbaïdjan                                    |
| Khalg Cebhesi Gazeti | Quotidien   | Grand format | 2001      | Elchin Mirzabeyli             | Azéri  | Gauche                      | Conseil national des forces démocratiques                      |
| Respublika           | Quotidien   | Grand format | 1990      | Gouvernement de l'Azerbaïdjan | Azéri  | Droite, populisme           | Parti du nouvel Azerbaïdjan                                    |
| Sherg                | Quotidien   | Grand format | 1996      | Akif Ashirli                  | Azéri  | Droite                      |                                                                |
| Tezadlar             | Quotidien   | Grand format | 1993      | Asif Marzili                  | Azéri  | Droite                      |                                                                |
| Üç nöqta             | Quotidien   | Grand format | 1998      | Khoshgadam Hidayatgizy        | Azéri  | Droite                      |                                                                |
| Yeni Musavat         | Quotidien   | Grand format | 1989      | Rauf Arifoglu                 | Azéri  | Gauche, populisme           | Conseil national des forces démocratiques                      |
| Zaman                | Quotidien   | Grand format | 1991      | Fethullah Gülen               | Azéri  | Centre gauche               |                                                                |

### Journaux non quotidiens
| Titre                 | Parution | Format   | Fondation | Propirétaire  | Langue  | Orientation politique | Parti politique soutenu pour l'élection présidentielle de 2013 |
| Azernews              | Dimanche | Berliner | 1997      | Fazil Abbasov | Anglais | Centre droit          | Parti du nouvel Azerbaïdjan                                    |
| Nedelya Jivaya Gazeta | Dimanche | Berliner | 1997      | Inconnu       | Russe   | Centre droit          | Parti du nouvel Azerbaïdjan                                    |

## Journaux locaux en Azerbaïdjan
- Lankaran
  - Lankaran
- Nakhchivan
  - Sharg Gapisi
- Shaki
  - Shaki
  - Shakinin Sasi
- Sumgayit
  - 365 Gün

## Journaux spécialisés

### sport
- Futbol + - quotidien résumant l'actualité du football

### Intérêt divers
- Ədəbiyyat qəzeti - journal littéraire mensuel
- Qoroskop - journal mensuel destiné aux adeptes de l'horoscope
- Tumurcuq - journal mensuel pour les jeunes

## Journaux gratuits dans les centres urbains
- Birja - journal hebdomadaire gratuit de petites annonces

## Journaux disparus
- Akinchi (1875-1877) - hebdomadaire
- Lek-Lek (1914) - 12 numéros de février à juin
- Burkhani-Hagigat (1917) - 9 numéros de janvier à juin
- Bauer und Arbeiter (1924) - hebdomadaire
- Çeşmə (1991–1995) - quotidien.
- Dövran (1997-2000) - hebdomadaire.
- Gündəlik Azərbaycan (2005-2007) - quotidien.
- Istiglal (1932-1934) - hebdomadaire
- Komanda (2008-2014) - quotidien résumant l'actualité du football
- Lenins Weg (1932-1936) - hebdomadaire
- Müxalifət (1991-2007) - quotidien
- Zerkalo (1990-2014) - tous les jours